# چوپان‌کایا (شهود)
چوپان‌کایا (به ترکی استانبولی: Çobankaya) یک منطقهٔ مسکونی در ترکیه است که در شهود (شهر) واقع شده‌است.